# Gordon McVie
Le professeur Gordon McVie (né le 13 janvier 1945 et mort le 20 janvier 2021) est un chercheur en traitement du cancer. Avec Umberto Veronesi, il est le fondateur et rédacteur en chef de ecancermedicalscience, un journal en accès libre de l'Institut Européen d'Oncologie de Milan.